# Massimiliano Rosolino
Massimiliano Rosolino (* 11. Juli 1978 in Neapel) ist ein ehemaliger italienischer Schwimmer.

## Werdegang
Bei den Olympischen Sommerspielen 2000 in Sydney wurde er Olympiasieger über 200 m Lagen und konnte mit Silber über 400 m Freistil und Bronze über 200 m Freistil weitere Medaillen sammeln. Im Jahr 2001 wurde er bei den Weltmeisterschaften in Fukuoka Weltmeister über 200 m Lagen. Bei den Olympischen Spielen 2004 in Athen gewann er mit der italienischen 4 × 200-m-Freistilstaffel die Bronzemedaille. Bei den Schwimmeuropameisterschaften 2006 gewann er über 200 m und 400 m Freistil die Silbermedaille und wurde Europameister mit der 4 × 200-m-Freistilstaffel.

## Rekorde
| Europarekorde (2)                                     | Europarekorde (2) | Europarekorde (2)  | Europarekorde (2) |
| ----------------------------------------------------- | ----------------- | ------------------ | ----------------- |
| 400 m Freistil                                        | 03:43,40 min      | 16. September 2000 | Sydney            |
| 4 × 200 m Freistil (mit Berbotto, Cassio und Magnini) | 07:09,60 min      | 5. August 2006     | Budapest          |
| (Stand: 30. Juli 2008)                                |                   |                    |                   |